# Bisdom Manzini

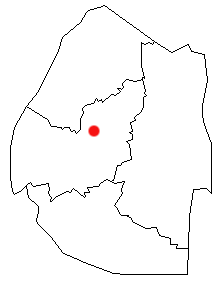
Manzini binnen Swaziland

Het bisdom Manzini (Latijn: Dioecesis Manziniensis, Engels: Diocese of Manzini) is een rooms-katholiek bisdom in Manzini, dat Swaziland omvat. Het aantal katholieken bedroeg in 2019 57.400 of 4,9% van de totale bevolking. Het bisdom telde in 2019 17 parochies. Hoofdkerk is de kathedraal Our Lady of Assumption.

## Geschiedenis
De missie van Swaziland werd in 1913 toevertrouwd aan de congregatie van de Servieten van Maria (O.S.M.). Het bisdom werd opgericht in 1951 als het bisdom Bremersdorp en maakt onderdeel uit van de kerkprovincie van het aartsbisdom Johannesburg. Van 1923 tot 1951 was het een apostolische prefectuur. 

## Bisschoppen
- A.C.M. Barneschi (O.S.M.) (1951-1964)
- Jerome Rio Maria Casalini (O.S.M.) (1965-1976)
- Aloysius Mandlenkhosi Isaac Zwane (1976-1980)
- Louis Ncamiso Ndlovu (O.S.M.) (1985-2012)
- Jose Luis Ponce de Leon (I.M.C.) (2013- )